# Дубовицы (Ярославский район)
Дубовицы — деревня в Ярославском районе Ярославской области. Входит в состав Курбского сельского поселения.

## География
Находится в восточной части Ярославской области на расстоянии приблизительно 15 км на запад по прямой от вокзала станции Ярославль Главный.

## История
Деревня была отмечена еще на карте 1798 года. В 1859 году здесь (деревня Ярославского уезда Ярославской губернии) было учтено 11 дворов, в 1898 — 14.

## Население
Численность населения: 98 человек (1859 год), 0 как в 2002 году, так и в 2010.